# Адріан Северин
Адріан Северин (рум. Adrian Severin; нар. 28 березня 1954, Бухарест) — румунський політик і член Європейського парламенту.

## Біографія
Вивчав право у Бухарестському університеті.
Адріан Северин почав свою політичну кар'єру під комуністичним правлінням, як інструктор (лектор) на Академії Стефана Георгіу, університету для румунських комуністичних кадрів. Після зміни режиму, він став членом Фронту національного порятунку і Демократичної партії (яку він залишив у квітні 1999 року). Северин був міністром закордонних справ Румунії в період між 12 грудня 1996 і 29 грудня 1997, в рамках кабінету Віктора Чорбі. Він входив до Палати депутатів у червні — липні 1990 та з 1992 до грудня 2007 року.
Він є членом Соціал-демократичної партії, що входить до складу групи Партії європейських соціалістів, і став депутат Європарламенту 1 січня 2007 зі вступом Румунії до Європейського Союзу. Раніше Северин працював Спеціальним доповідачем ООН з прав людини в Білорусі з 2005 по 2006. Він був членом ПАРЄ з 1993 по 1997 рік і з 2003 по 2007 рік.
У 2010 році внаслідок корупційного скандалу вимушений був залишити парламентську групу соціалістів в Європарламенті.